# Selodakon
Selodakon is een bestuurslaag in het regentschap Jember van de provincie Oost-Java, Indonesië. Selodakon telt 5704 inwoners (volkstelling 2010).